# 1937 en architecture
| Années de l'architecture : 1934 - 1935 - 1936 - 1937 - 1938 - 1939 - 1940    |
| Décennies de l'architecture : 1900 - 1910 - 1920 - 1930 - 1940 - 1950 - 1960 |

Cet article présente les faits marquants de l'année 1937 en architecture.

## Réalisations
- 30 janvier : Albert Speer est chargé par Hitler de la transformation de Berlin.
- 27 mai : le Golden Gate Bridge à San Francisco dessiné par Joseph Strauss est ouvert.
- Achèvement du couvent Saint-Gabriel et de l'église Notre-Dame de l'Annonciation à Berlin dans le style de la nouvelle objectivité.

## Récompenses
- Royal Gold Medal : Raymond Unwin.

## Naissances
- 18 avril : Jan Kaplický († 14 janvier 2009).
- 9 mai : Rafael Moneo.
- 18 juin : Émilien Vachon, directeur de l'École d'architecture de l'Université Laval au Canada, mort le 3 mars 2014.
- 14 septembre : Renzo Piano.

- Itami Jun, architecte coréano-japonais († 2011).

## Décès
- ? : Victor Laloux (° 15 novembre 1850).
- 11 février : Walter Burley Griffin (° 1876).
- 23 juillet : Viggo Dorph-Petersen (° 1851).
- 27 août : John Russell Pope (° 1874).